# 마이클 치클리스
마이클 치클리스(Michael Chiklis, 1963년 8월 30일 ~ )는 미국의 배우이다.

## 출연 작품

### 영화
- 솔저 (1998)
- 10 미니츠 곤 (2019) - 프랭크 역
- 돈 룩 업 (2021) - 댄 포게티 역